# Cyaneolytta suahela
Cyaneolytta suahela es una especie de coleóptero de la familia Meloidae.
Los especímenes estudiados son de tamaños dispares, con el granulado de los élitros y el punteado de la cabeza y del pronoto densos; antenas con artejos aplanados, al menos los de la mitad distal. Los élitros son de color gris-cobrizo con luz débil y verdosos con reflejos dorados con luz fuerte (sobre todo en los márgenes). El primer artejo de los tarsos anteriores, está deformado en el macho, con un abultamiento peloso que hace parecer que el 2º artejo nace hacia la parte media del primero. Todos los datos coinciden con lo ya conocido.

## Distribución geográfica
La especie tiene una distribución geográfica conocida en países como Etiopía, Kenia, Borchmann, Kaszab, Somalia, Bologna, Tanzania, Zimbabue. También se citó de África Oriental y África Oriental Alemana.